# Житов, Алексей Иванович
Алексей Иванович Житов (1790—1861) — русский военачальник, генерал-лейтенант (06.12.1847), герой Наполеоновских войн, русско-турецкой войны 1828—1829 гг. и Польской кампании 1831 года. Комендант Варшавской Александровской цитадели.

## Биография
Родился в 1790 г. Происходил из дворян Рязанской губернии. Воспитывался во 2-м кадетском корпусе, из которого выпущен 28 ноября 1808 г. подпоручиком в 18-ю артиллерийскую бригаду.
В Отечественную войну 1812 года, во время сражения при Бородине, был ранен ружейною пулей в левую ногу с повреждением бедренной кости, вследствие чего должен был выбыть из строя, и до 15 ноября лечился от раны в Рязани. По возвращении к армии, перешёл с ней границу и, с возобновлением военных действий, участвовал во многих делах заграничной кампании: сражался с французами под Бауценом, Денневицем, Лейпцигом, Суассоном, Лаоном и был при взятии Парижа в 1814 г. За Лейпцигское дело получил чин поручика.
При вторичном походе за Рейн, по случаю появления во Франции Наполеона, бежавшего с острова Эльбы, вновь находился в составе действующей армии, дошел до Парижа и присутствовал на знаменитом смотру при Вертю.
По окончании Наполеоновских войн, в период продолжительного мирного затишья, продолжал служить в той же бригаде, командуя с 1820 г. конной ротой. С открытием же в 1828 г. военных действий против турок, выступил в поход и в течение всего первого периода кампании находился в княжествах Молдавии и Валахии. В 1829 г., после поражения великого визиря при Кулевче, перешёл за Балканы, участвовал в сражении под Сливно, находился при взятии Адрианополя, Виза и Сарая. За боевые отличия награждён чином полковника. 19 декабря 1829 г. был награждён орденом Святого Георгия 4-й степени.
В 1831 г., при усмирении польского мятежа, будучи командиром 2-й конно-артиллерийской бригады, находился в Польше и участвовал в генеральном сражении при взятии приступом передовых Варшавских укреплений и городового вала. 18 октября 1831 г. был удостоен ордена  Святого Георгия 3-й степени (№ 454)
В воздаяние отличного мужества и храбрости, оказанных 25 и 26 августа 1831 года при штурме варшавских укреплений.
2 марта 1833 г. был назначен начальником артиллерии 2-го резервного кавалерийского корпуса и был командиром 2-й конно-артиллерийской дивизии, 20 августа 1837 года за отличие по службе произведён в генерал-майоры. С 1844 г. по начало 1851 г. состоял при действующей армии. Причём, с 1850 года командовал всеми состоящими при армии казачьими батареями. В генерал-лейтенанты произведён 6 декабря 1847 года. Должность коменданта Варшавской Александровской цитадели занимал с 8 февраля 1851 года.
В отставку уволен 11 августа 1858 года (А. И. Житов отсутствует в списке военных, находящихся на службе, на 7 января 1856 года). Умер в 1861 году.

## Награды
- Орден Святого Владимира 4-й степени с бантом (19 декабря 1812)
- Золотая шпага с надписью «За храбрость» (14 июня 1813)
- Орден Святой Анны 2-й степени (24 сентября 1813)
- Орден Святого Владимира 3-й степени (28 января 1830)
- Императорская корона к ордену Святой Анны 2-й степени (22 марта 1830)
- Орден Святого Георгия 4-й степени (19 декабря 1829, № 4342 по списку Григоровича—Степанова)
- Орден Святого Георгия 3-й степени (18 октября 1831, №454)
- Знак отличия за военное достоинство (Virtuti militari) 3-й степени (1831)
- Орден Святого Станислава 1-й степени (10 октября 1842)
- Орден Святой Анны 1-й степени (22 апреля 1850)
- Императорская корона к ордену Святой Анны 1-й степени (1854)

Иностранные:
- Прусский орден Pour le Mérite (1813)